# 톈즈쉬안
톈즈쉬안(중국어 정체자: 田智宣, 병음: Tián Zhìxuān, 1960년 4월 6일 ~ 2016년 5월 29일)은 타이완의 정치인으로, 제13, 14대 화롄현의회의원, 제14, 15대 지안향장, 제16, 17대 화롄시장으로 당선된다.